# Domenico Franceschini
Domenico Franceschini detto Bechino II (fl. XVIII secolo) è stato un fantino italiano.
Vinse tre volte il Palio di Siena su almeno cinque partecipazioni.
Tuttavia, non esiste una documentazione completa che consenta di ricostruirne integralmente le presenze in Piazza del Campo.
Non va confuso con il fantino Domenico Laschi, noto anch'egli come Bechino, che corse nello stesso periodo.

## Carriera
La prima vittoria di Bechino II avvenne il 2 luglio 1748 per il Nicchio. Sebbene alcune cronache attribuiscano il successo all'altro Bechino, lo storico del Palio Orlando Papei ha accertato come nell'archivio di tale contrada sia registrato, con riferimento a detta carriera, il pagamento effettuato in favore del Franceschini, anziché del Laschi.
A ben tredici anni dopo risale la seconda vittoria documentata di Bechino II: il 16 agosto 1757 conquistò per il Valdimontone la "ricorsa" indetta dall'Onda per celebrare il proprio successo del 3 luglio precedente.
Il 2 luglio 1761, infine, Bechino II vinse il suo terzo e ultimo Palio per la Civetta, oltretutto aprendo alla contrada del Castellare la strada verso il cappotto che avrebbe ottenuto facendo propria anche la successiva carriera di agosto.

## Presenze al Palio di Siena
Le vittorie sono evidenziate ed indicate in neretto.
| Palio          | Contrada     | Cavallo                        | Note |
| -------------- | ------------ | ------------------------------ | ---- |
| 2 luglio 1748  | Nicchio      | Baio dorato di Pietro Giorgi   |      |
| 3 luglio 1757  | Aquila       | Sauro di Giuseppe Papi         |      |
| 16 agosto 1757 | Valdimontone | Baio di Pietro Nardi           |      |
| 16 agosto 1759 | Lupa         | Morello di Tommaso Granci      |      |
| 2 luglio 1761  | Civetta      | Sauro dell'oste delle Donzelle |      |